# 跋绒寺
跋绒寺，藏语称“跋绒贡巴”（威利转写：'ba' rom dgon pa）位于西藏自治区那曲地区那曲县古露镇，是一座藏传佛教跋绒噶举派寺院，也是跋绒噶举派的主寺。

## 简介
那曲县的桑丹康桑雪山是西藏二十五座最高的山峰之一，在宗教上相应尊为二十五位仙境居士之一。依附在该山的神叫“夜叉岗布桑布”，为法力强大的护法神，周围众多山峰和湖泊均是她的侍从。跋绒寺便坐落在该山脚下的跋绒谷中。21世纪初，跋绒寺是古露镇唯一一座寺院。
跋绒寺，又译“邦荣寺”、“拔绒寺”、“拔戎寺”、“巴荣寺”，是达布噶举派四大派之一的跋绒噶举派的主寺。该寺由达布拉杰的弟子跋绒巴·达玛旺久（Barompa Dharma Wangchug）于12世纪中叶始建，达玛旺久是跋绒噶举派的创始人。1158年（宋高宗绍兴二十八年，藏历第三饶迥土虎年），帕木竹巴·多吉杰布兴建丹萨替寺，由此传出达布噶举派的支派帕竹噶举派。后来，达布拉杰的弟子达玛旺久在藏北兴建“跋绒日沃且寺”（简称“跋绒寺”），由此传出达布噶举派的支派跋绒噶举派。 
跋绒寺的左前方有岩洞，称为“琼学扎孜”。据传说，该洞是达玛旺久的师父达布拉杰指给他的修行洞。谷的中下部的岩坎之下，有许多天然岩洞，该寺鼎盛时期，这些岩洞是该寺僧众的修行静室。18世纪中期，在蒙古准噶尔部入侵西藏时，该寺被准噶尔部夷平，受到彻底毁灭。但在这些岩洞中修行的苦行僧则从未间断。
被准噶尔部毁灭后，跋绒寺一直由当地阿巴维持香火。1980年代，在青海省玉树藏族自治州囊谦县觉扎寺色嘎活佛的倡议及主持下，开始重建跋绒寺，恢复跋绒噶举派的法脉。经过近20年重建，跋绒寺建成了一座修行殿、两座经堂、一座护法殿。到2008年左右，该寺有僧人43名，活佛1人，阿巴2人。
2013年，跋绒寺保护工程已由相关部门批准建设，西藏自治区文物局在2013年对工程进行了招标。
1987年，跋绒寺僧众来到拉萨八廓，为刚圆寂的该寺活佛念经祈祷。拉萨居民索朗曲宗牵着2岁的儿子从旁边经过，孩子挣脱母亲的手向僧人跑去，拿起地上摆放的该寺活佛用过的转经筒说“这是我的”，索朗曲宗生想拉开孩子，孩子却使劲挣扎并继续说：“那是我的，那就是我的东西。”跋绒寺僧众随后请来拉萨达隆寺的孜珠活佛，孜珠活佛初步认定小尼玛坚参为跋绒寺活佛第三世转世灵童，并将他带在身边学习佛法两、三年。随后，尼玛坚参又随经师同扎到青海省玉树藏族自治州囊谦县觉扎寺师从色嘎活佛两年多。尼玛坚参除了学习经书外，还和普通孩子一样贪玩，以至同扎经师常为其顽皮而伤脑筋。1997年，白马旺加经师接替同扎经师，陪伴尼玛坚参。1999年，经跋绒寺僧人申请，国家认定尼玛坚参的活佛资格，正式坐床。14岁的尼玛坚参成为藏传佛教噶举派活佛之一，也是1999年国家民族宗教改革之后，那曲地区根据《西藏自治区活佛转世管理暂行规定》认定的四名转世灵童中最小的一个。经国家安排，2001年尼玛坚参再次赴青海省的觉拉寺学经，2003年回到跋绒寺常驻。此后，尼玛坚参每日早晚诵经，还主持宗教仪式，赴信众家中作法，布施贫困藏民。尼玛坚参有自己的手机，平时喜欢听最流行的藏族歌曲，还喜欢看电视剧，特别是神话剧、武侠剧。 